# Saison 5 de Blue Bloods
Chronologie
Saison 4 Saison 6
Cet article présente le guide des épisodes de la cinquième saison de la série télévisée américaine Blue Bloods.

## Distribution de la saison

### Acteurs principaux
- Tom Selleck (VF : Jacques Frantz) : Francis « Frank » Reagan
- Donnie Wahlberg (VF : Loïc Houdré) : Daniel « Danny » Reagan
- Bridget Moynahan (VF : Françoise Cadol) : Erin Reagan-Boyle
- Will Estes (VF : Anatole de Bodinat) : Jamison « Jamie » Reagan
- Len Cariou (VF : Thierry Murzeau) : Henry Reagan
- Marisa Ramirez (VF : Magali Barney) : l'inspecteur Maria Baez
- Amy Carlson (VF : Josy Bernard) : Linda Reagan, femme de Danny
- Sami Gayle (VF : Adeline Chetail) : Nicole « Nicky » Reagan-Boyle, fille de Erin Reagan-Boyle récemment divorcée
- Vanessa Ray (VF : Marie-Eugénie Maréchal) : Edit « Eddie » Janko, coéquipière de Jamie

### Acteurs récurrents et invités
- Tony Terraciano (VF : Mathéo Dumond) : Jack Reagan, fils de Danny et Linda Reagan
- Andrew Terraciano (VF : Valentin Cherbuy) : Sean Reagan, fils de Danny et Linda Reagan
- Abigail Hawk (VF : Catherine Cipan) : Abigail Baker / « Beckie », la secrétaire de Frank
- Gregory Jbara (VF : Jean-François Kopf) : Garrett Moore, Chef Adjoint à l'Information
- Robert Clohessy (VF : Serge Blumenthal) : Sergent Gormley
- Nicholas Turturro (VF : Mark Lesser) : Sergent Anthony Renzulli, chef de Jamie (épisode 1)
- Holt McCallany : Robert McCoy[1] (4 épisodes)
- Latanya Richardson : Lt. Dee Ann Carver[1] (5 épisodes)
- James Lesure : Lt. Alex McBride (bureau du procureur) (6 épisodes)
- David Ramsey (VF : Daniel Lobé) : Maire Carter Poole (épisodes 1 et 15)
- Bill Irwin : Cardinal Brennan[1] (épisodes 3 et 4)
- Ato Essandoh (VF : Christophe Lemoine) : Révérend Potter (épisode 4)
- Rebecca Mader : Tori Parsons[2] (épisode 6)
- Mike Pniewski : U.S. Marshall Vaughn Morgan[3] (épisodes 8 et 15)
- Victor Garber : Donald Stein[4] (épisode 9)
- James Nuciforo (VF : Gilduin Tissier) : Inspecteur Jim Nuciforo (épisodes 10 et 17)
- Leslie Hope : Anne Farrell[5] (épisode 19)
- Method Man : Mario Hunt[6] (épisodes 21 et 22)
- Dennis Haysbert : Chief Donald Kent[7] (épisode 21)

## Diffusion
En France, la saison a été diffusée du 2 juillet 2017 au 13 août 2017 sur W9.

Au Québec, la saison a été diffusée du 1er septembre 2015 au 9 février 2016 sur Séries+.

## Épisodes

### Épisode 1:Partenaires
- États-Unis /  Canada : 26 septembre 2014 sur CBS[8] / CTV
- Québec : 1er septembre 2015 sur Séries+
- France : 2 juillet 2017 sur W9

- États-Unis : 10,88 millions de téléspectateurs[9] (première diffusion)
- Canada : 1,917 million de téléspectateurs[10] (première diffusion + différé 7 jours)

- Abigail Hawk (Abigail Baker)
- Gregory Jbara (DCPI Garrett Moore)
- Robert Clohessy (Sgt. Gormley)
- Nick Turturro (Sgt. Renzulli)
- David Ramsey (Mayor Poole)
- Cara Grace O'Connor (Little Girl)
- Daniel Sauli (Agent Rick Siblano)
- Tanya Perez (Agent Martinez)
- Kirk Acevedo (Javi Baez)
- Charles Borland (Lt. James McCarthy)
- Michael Buscemi (Owen Stapleton))
- Noah Fleiss (Paul)
- Ricki Noel Lander (Sophia)
- Logan Crawford (Reporter 1)
- Christian Steiner (Reporter 2)
- Gameela Wright (Reporter 3)

### Épisode 2:Pardonner et oublier
- États-Unis /  Canada : 3 octobre 2014 sur CBS / CTV
- Québec : 8 septembre 2015 sur Séries+
- France : 2 juillet 2017 sur W9

- États-Unis : 10,85 millions de téléspectateurs[11] (première diffusion)
- Canada : 2,114 millions de téléspectateurs[12] (première diffusion + différé 7 jours)

- Abigail Hawk (Abigail Baker)
- Gregory Jbara (DCPI Garrett Moore)
- Holt McCallany (Robert McCoy)
- Boomer Esiason (lui-même)
- Tonya Glanz (Officer Kara Walsh)
- Michael Mulheren (en) (Chris Scanlon)
- Eric Laneuville (Marcus Greene)
- Okieriete Onaodowan (Damon Williams)
- Nathan Darrow (Officer Reynolds)
- Bernado Cubria (Uniformed Officer)
- Nick Giangiulio (Sergeant)
- Julia Tokarz (Waitress)

### Épisode 3:Un pont entre deux rives
- États-Unis /  Canada : 10 octobre 2014 sur CBS / CTV
- Québec : 15 septembre 2015 sur Séries+
- France : 2 juillet 2017 sur W9

- États-Unis : 11,09 millions de téléspectateurs[13] (première diffusion)
- Canada : 1,89 million de téléspectateurs[14] (première diffusion + différé 7 jours)

- Abigail Hawk (Abigail Baker)
- Gregory Jbara (DCPI Garrett Moore)
- Robert Clohessy (Sgt. Gormley)
- Bill Irwin (Cardinal Brennan)
- Frank Pando (Alex Fuentes)
- Danny McCarthy (Jerrie Demarest)
- Heather Burns (Sister Mary)
- Julian Gamble (Chief Ronnie Monroe)
- Kevin O'Donnell (Detective Mike Hofferman)
- Jason Cerbone (Detective Johnny Vassallo)
- Jimmy Callahan (Detective Billy Kellin)
- Madison Hatch (Kevin Monroe)
- Volney Stefflre (Todd Kowalchuck)
- Krystina S. Bailey (Charina)
- Harry Sutton Jr. (Robert, Reporter)
- Angel Rosa (Officer Montrose)
- Leighton Bryan (Theresa, Reporter)
- Joe White (Steve, Reporter)
- Tara Gadomski (Librarian)
- Alice Ripley (Beverly Elvers)
- Kevin Sebastian (Davey Lugo)
- Zach Roberts (Brian Zinneman)
- Ashley Hill (Lucy Kandel)

### Épisode 4:Épreuve de force
- États-Unis /  Canada : 17 octobre 2014 sur CBS / CTV
- Québec : 22 septembre 2015 sur Séries+
- France : 2 juillet 2017 sur W9

- États-Unis : 10,7 millions de téléspectateurs[15] (première diffusion)
- Canada : 2,025 millions de téléspectateurs[16] (première diffusion + différé 7 jours)

- Abigail Hawk (Abigail Baker)
- Gregory Jbara (DCPI Garrett Moore)
- Ato Essandoh (Reverend Potter)
- Aiden Reid Medina (Ernesto)
- Sofia Regan (Dr Jennifer Bennet)
- Mitchell Mack (Jessy Lincoln)
- Bill Irwin (Cardinal Brennan)
- Anthony Fazio (Willie the Junkie)
- Jon David Casey (Homeless Romeo)
- Mark Morettini (Det. Powell)
- Fredric Lehne (Lieutenant Trumball)
- Elliot Santiago (Cashier)
- Glenn Quentin (Guy in Alley)
- Karen Contreras (Neighbor)
- Andy Schneeflock (Office Manager)
- Justin Adams (Cop in Bar)

### Épisode 5:Esprit de famille
- États-Unis /  Canada : 24 octobre 2014 sur CBS / CTV
- Québec : 29 septembre 2015 sur Séries+
- France : 2 juillet 2017 sur W9

- États-Unis : 11,42 millions de téléspectateurs[17] (première diffusion)
- Canada : 2,108 millions de téléspectateurs[18] (première diffusion + différé 7 jours)

- Abigail Hawk (Abigail Baker)
- Gregory Jbara (DCPI Garrett Moore)
- Robert Clohessy (Sgt. Gormley)
- James Carpinello (Russell Price)
- Leslie Hendrix (Mrs. Judith Wilson)
- Chelsea Lopez (Tina McDermott)
- Hunter Emery (Little G)
- Bernie McInerney (Oscar)
- John Bolton (Tom Pincus)
- Colleen Zenk (Joan)
- Kim Wong (Classmate- Girl)
- John Kroft (Classmate - Steven)
- Morgan Nichols (Lineup Detective)
- Frances Eve Alicia (Asst)
- Tom Day (Doctor)
- Rikki Klieman (Judge Fowler)
- Audrey Chaffee (Lucy)

### Épisode 6:Le Roi de l'esquive
- États-Unis /  Canada : 31 octobre 2014 sur CBS / CTV
- Québec : 6 octobre 2015 sur Séries+
- France : 2 juillet 2017 sur W9

- États-Unis : 11,39 millions de téléspectateurs[19] (première diffusion)
- Canada : 2,004 millions de téléspectateurs[20] (première diffusion + différé 7 jours)

- Abigail Hawk (Abigail Baker)
- Gregory Jbara (DCPI Garrett Moore)
- Robert Clohessy (Sgt. Gormley)
- LaTanya Richardson Jackson (Lt. Dee Ann Carver)
- Rebecca Mader (Tori Parsons)
- Ron Fehmiu (Zoran Brasha)
- Daniel Stewart Sherman (John Coogan)
- Carolyn Baeumler (Meg Coogan)
- Cindy Cheung (Judge Andros)
- Mateo Gomez (Manuel)
- Luciano Acuna (Rey Santiago)
- Tangara Jones (Nurse)
- Gabe Fazio (Jimmy Wallace)
- Scott Thomas (Emmett O'Shea)
- Shevy Gutierrez (Uni)
- Frank Spagnolo (Bailiff)
- Dave Deblinger (Meyer Black)

### Épisode 7:Incompatibilité d'humeur
- États-Unis /  Canada : 7 novembre 2014 sur CBS / CTV
- Québec : 13 octobre 2015 sur Séries+
- France : 9 juillet 2017 sur W9

- États-Unis : 11,51 millions de téléspectateurs[21] (première diffusion)
- Canada : 1,977 million de téléspectateurs[22] (première diffusion + différé 7 jours)

- Abigail Hawk (Abigail Baker)
- Gregory Jbara (DCPI Garrett Moore)
- Holt McCallany (Robert McCoy)
- LaTanya Richardson Jackson (Lt. Dee Ann Carver)
- Norah O'Donnell (elle-même)
- Anthony Lee Media (Rudy Williams)
- Marcia Jean Kurtz (Marion Davis)
- Eva Kaminsky (Brittany Davis)
- Aaron Wyche (Acevedo)
- Raleigh Dean (Tom Cascarelli)
- Nick Dillenburg (Det. John Welby)
- Randi Clarke Lennon (Director)
- Patricia Riccardella (Stage Manager)
- Camila Perez (Lorena Madrid)
- Portia (Penny)
- Luciana Faulhaber (Lucinda - Bartender)
- Erin Burniston (Rose Davis)
- Heidi Armbruster (Michele Grande)

### Épisode 8:Le Quatrième Pouvoir
- États-Unis /  Canada : 21 novembre 2014 sur CBS / CTV
- Québec : 20 octobre 2015 sur Séries+
- France : 9 juillet 2017 sur W9

- États-Unis : 11,62 millions de téléspectateurs[23] (première diffusion)
- Canada : 1,907 million de téléspectateurs[24] (première diffusion + différé 7 jours)

- Abigail Hawk (Abigail Baker)
- Gregory Jbara (DCPI Garrett Moore)
- Robert Clohessy (Sgt. Gormley)
- Holt McCallany (Robert McCoy)
- LaTanya Richardson Jackson (Lt. Dee Ann Carver)
- Jason Manuel Olazabal (Javier)
- Mike Pniewski (U.S. Marshall Vaughn Morgan)
- Alexandra Socha (Hannah Lancaster)
- Mia Barron (Dean Janet Walters)
- Todd Gearhart (Matt Douglas)
- Pico Alexander (Darren Bentley)
- Adam Henry Garcia (Andre Calderon)
- Karen Aldridge (Desiree Jones)
- Rayan Lawrence (Officer Reggie Taylor)
- Charles Brice (James Prince)
- Matt Mulhern (Steve Brandt)
- Sharon Maguire (Femal Attorney)
- Alberto Bonilla (Rolando Vega)
- Thea McCartan (Reporter #1)
- Brian J. Carter (U.S. Attorney)

### Épisode 9:Le Choix des armes
- États-Unis /  Canada : 12 décembre 2014 sur CBS / CTV
- Québec : 27 octobre 2015 sur Séries+
- France : 9 juillet 2017 sur W9

- États-Unis : 11,09 millions de téléspectateurs[25] (première diffusion)
- Canada : 1,892 million de téléspectateurs[26] (première diffusion + différé 7 jours)

- Abigail Hawk (Abigail Baker)
- Gregory Jbara (DCPI Garrett Moore)
- Robert Clohessy (Sgt. Gormley)
- Victor Garber (Donald Stein)
- James Lesure (Alex McBride)
- Jasmine Carmichael (Olivia Gordon)
- Danae Nason (Leslie Caitlin O'Rourke)
- Andrew Polk (Rabbi Moscowitz)
- Patrick Brana (Calvin Benton)
- Joe Cassidy (Det. Lewis Hardy)
- Craig "MuMs" Grant (Leon Bendix)
- Joshua Rivera (Latino Mugger)
- J. W. Cortes (Uniformed Officer)
- Elisha Lawson (Jason Gordon)
- Carra Patterson (Officer Dolores Munoz)
- Christopher Halladay (Gun Store Clerk)
- Vinicius Damasceno (Miguel Lora)
- Karina Casiano (Maria Lora)
- Michael E. Salinas (Officer Peters)
- Sophie Hayden (Naomi)
- Catherine Chadwick (Judge Keller)
- David Cork (Winslow Martin)
- Josh Powell (Troy Sanders)
- Doug Schenider (Det. Walker)

### Épisode 10:Œil pour œil
- États-Unis /  Canada : 2 janvier 2015 sur CBS / CTV
- Québec : 3 novembre 2015 sur Séries+
- France : 16 juillet 2017 sur W9

- États-Unis : 11,61 millions de téléspectateurs[27] (première diffusion)
- Canada : 1,926 million de téléspectateurs[28] (première diffusion + différé 7 jours)

- Abigail Hawk (Abigail Baker)
- Gregory Jbara (DCPI Garrett Moore)
- Robert Clohessy (Sgt. Gormley)
- Deborah Twiss (Sheila Gormley)
- Mitch Pileggi (Donald DeCarlo)
- James Nuciforo (Jim Nuciforo)
- Michele Hicks (Cat Holloway)
- Daniel Jenkins (Jerry Phillips)
- Mariann Mayberry (Janice Philips)
- Hemky Madera (Ted Santiago)
- Veronica Reyes-How (Gloria Santiago)
- Alberto Rosende (Carlos Santiago)
- Susan Kelechi Watson (Det. Rhonda Buckley)
- Robin Morse (Phyllis Miller)
- Zachary Spicer (Det. Brent Miller)
- Jennifer Restivo (M.E. Laura Trent)
- Chris Lazzaro (Devane)
- Mia Nuciforo (Mia)
- Michael Minarik (Jake Gayley)
- Nicholas Calhoun (Max Murdock)
- Staci-Lynn Charles (Morgan)
- Dave Bobb (Angry Man)
- Tiffany Hodges (Alana Robbins)
- Alice Schaerer (Mrs. Rubin)
- Andrea Boehlke (Toweled Girl)
- Dominique Huett (Sexy Female Plumber)
- Mlé Chester (Officer Anderson)
- Angela Jeanneau (Employee)

### Épisode 11:L'Art ou la Guerre
- États-Unis /  Canada : 9 janvier 2015 sur CBS / CTV
- Québec : 10 novembre 2015 sur Séries+
- France : 16 juillet 2017 sur W9

- États-Unis : 12,86 millions de téléspectateurs[29] (première diffusion)
- Canada : 2,088 millions de téléspectateurs[30] (première diffusion + différé 7 jours)

- Abigail Hawk (Abigail Baker)
- Gregory Jbara (DCPI Garrett Moore)
- Robert Clohessy (Sgt. Gormley)
- Richard Sullivan (Tyler Elliot Burke)
- Christina Bennett Lind (Robber # 3/Angela Cabot)
- Dashiell Eaves (Robber # 1/Eli Campbell)
- Don Guillory (Joe Raymond)
- Kohl Sudduth (en) (Sam Holbrooke)
- Paul Urcioli (Roy Coben)
- Fredric Lehne (Chief Trumball)
- Malachi Nimmons (Barry)
- Ayumi Patterson (Lisa)
- Hazel Anne Raymundo (Nurse)

### Épisode 12:Le Grand Chef
- États-Unis /  Canada : 16 janvier 2015 sur CBS / CTV
- Québec : 17 novembre 2015 sur Séries+
- France : 16 juillet 2017 sur W9

- États-Unis : 12,73 millions de téléspectateurs[31] (première diffusion)
- Canada : 2,118 millions de téléspectateurs[32] (première diffusion + différé 7 jours)

- Abigail Hawk (Abigail Baker)
- Gregory Jbara (DCPI Garrett Moore)
- Robert Clohessy (Sgt. Gormley)
- Holt McCallany (D.A. Robert McCoy)
- Latanya Richardson-Jackson (Lt. Carver)
- Matthew Minierio (TJ)
- James Lesure (Alex McBride)
- Kacie Sheik (Christy Stewart)
- David Starzyk (Evan Beck)
- Kevin McCormick (Ghost)
- Rosalyn Coleman (Lisa Kelly)
- Joel Brady (Det. Crosetti)
- Gregory Dann (Thomas Kowalski)
- Cindy Cheung (Judge Andros)
- Tamika Sonja Lawrence (Nina Davis)
- Nancy Sun (Western Union Manager)
- Kelly Tuohy (Waitress)
- Paulie Malignaggi (Mel)
- Phillip JM Chorba (Hotel Manager)
- Warren Kelley (Bank Manager)
- Lee Shepherd (Dr. Fried)
- Jason Mills (Hanlon)
- Nate Lombardi (Martinez)
- Tom Day (Doctor)
- Nihara Nichelle (Western Union Employee)

### Épisode 13:Histoires d'amour
- États-Unis /  Canada : 30 janvier 2015 sur CBS / CTV
- Québec : 24 novembre 2015 sur Séries+
- France : 23 juillet 2017 sur W9

- États-Unis : 11,87 millions de téléspectateurs[33] (première diffusion)
- Canada : 2,109 millions de téléspectateurs[34] (première diffusion + différé 7 jours)

- Abigail Hawk (Abigail Baker)
- Gregory Jbara (DCPI Garrett Moore)
- Robert Clohessy (Sgt. Gormley)
- Joseph Siravo (Nicholas Bianco)
- Kathrine Narducci (Anna Bianco)
- James Lesure (Alex McBride)
- Eric Todd (Justin Taylor)
- Ethan Herschenfeld (Anton Petrov)
- Angela Pierce (Suzanne Taylor)
- Nikolas Kontomanolis (Victor Floros)
- Karina Arroyave (Carmen Thompson)
- Josh Mostel (Judge)
- Mark Morettini (Detective Powell)
- Kate Rogal (Valerie Traynor)
- Cosette Rinab (Charlotte Lewis)
- Merel Julia (Baez’s mother)

### Épisode 14:Roméo et Juliette
- États-Unis /  Canada : 6 février 2015 sur CBS / CTV
- Québec : 1er décembre 2015 sur Séries+
- France : 23 juillet 2017 sur W9

- États-Unis : 11,32 millions de téléspectateurs[35] (première diffusion)
- Canada : 2,252 millions de téléspectateurs[36] (première diffusion + différé 7 jours)

- Abigail Hawk (Abigail Baker)
- Gregory Jbara (DCPI Garrett Moore)
- Robert Clohessy (Sgt. Gormley)
- Stephen O’Reilly (Wally Cantrell)
- Mark Ivanir (Ivan Radchenko)
- Theodora Woolley (Rada Radchenko)
- Socorro Santiago (Manuela Torres)
- De’Adre Aziza (Sharon Parsons)
- Lenny Venito (Louis Weems)
- Jason Babinsky (Martin Carstairs)
- Jamal Thomas (Detective Rogers)
- Joe Starr (Mike Sheridan)
- Amanda Castanos (Maid)
- Katie Flahive (Officer Donna Nichols)
- Michael Guagno (Doorman)
- Kirsten Wyatt (Nurse)
- Ryan Duncan (PBA Rep Cafferty)
- Bill Timoney (Supervisor of Homeless Shelter)
- Tabitha Holbert (TARU Tech)
- Jacqueline Knapp (Mrs. Cantwell)

### Épisode 15:Quelqu'un de bien
- États-Unis /  Canada : 13 février 2015 sur CBS / CTV
- Québec : 8 décembre 2015 sur Séries+
- France : 23 juillet 2017 sur W9

- États-Unis : 11,46 millions de téléspectateurs[37] (première diffusion)
- Canada : 2,038 millions de téléspectateurs[38] (première diffusion + différé 7 jours)

- Abigail Hawk (Abigail Baker)
- Gregory Jbara (DCPI Garrett Moore)
- Robert Clohessy (Sgt. Gormley)
- David Ramsey (Mayor Poole)
- Dan Hedaya (Vincent Rella)
- James Lesure (Alex McBride)
- Mike Pniewski (Vaughn Morgan)
- Max Adler (Andy Fisher)
- Caitlin McGee (Melissa Rella)
- Anthony Arkin (Abe Silver)
- Frank Liotti (George Dano)
- Madison Wright (Skinny Girl)
- Alex Cranmer (Officer Butler)

### Épisode 16:En désespoir de cause
- États-Unis /  Canada : 20 février 2015 sur CBS / CTV
- Québec : 15 décembre 2015 sur Séries+
- France : 30 juillet 2017 sur W9

- États-Unis : 11,6 millions de téléspectateurs[39] (première diffusion)
- Canada : 1,942 million de téléspectateurs[40] (première diffusion + différé 7 jours)

- Abigail Hawk (Abigail Baker)
- Gregory Jbara (DCPI Garrett Moore)
- Robert Clohessy (Sgt. Gormley)
- Dominic Fumusa (Anthony Drake)

### Épisode 17:Le Bénéfice du doute
- États-Unis /  Canada : 6 mars 2015 sur CBS / CTV
- Québec : 5 janvier 2016 sur Séries+
- France : 6 août 2017 sur W9

- États-Unis : 11,03 millions de téléspectateurs[41] (première diffusion)
- Canada : 2,109 millions de téléspectateurs[42] (première diffusion + différé 7 jours)

- Abigail Hawk (Abigail Baker)
- Gregory Jbara (DCPI Garrett Moore)
- Robert Clohessy (Sgt. Gormley)
- Staci-Lyn Charles (Morgan)
- Phyllis Somerville (Beth)
- Yohance Myles (Det. Baldikowski)
- Tina Benko (Lauen Vickers)
- Annunziata Gianzero (Maria)
- John Enos III (Jimmy Vitale)
- Kevin T. Collins (Sully)
- Steven Demarco (Long Haired Biker)
- Jeff Wincott (ESU Captain)
- Diane Cossa (Mother)
- Jorge Vega (Little Kid)
- Ben Getz (Reynaldo)
- Tom Day (ICU Doctor)

### Épisode 18:Face à face
- États-Unis /  Canada : 13 mars 2015 sur CBS / CTV
- Québec : 12 janvier 2016 sur Séries+
- France : 6 août 2017 sur W9

- États-Unis : 11,07 millions de téléspectateurs[43] (première diffusion)
- Canada : 1,964 million de téléspectateurs[44] (première diffusion + différé 7 jours)

- Abigail Hawk (Abigail Baker)
- Gregory Jbara (DCPI Garrett Moore)
- Robert Clohessy (Sgt. Gormley)
- Tovah Feldshuh (Sylvia Hayden)
- Amelia Rose Blaire (Sarah Grant)
- James Lesure (Alex McBride)
- Elizabeth Davis (Tatianna)
- Mani Yarosh (Ana Marcovic)
- Donald Sage Mackay (Lt. Collier)
- Khalil Kain (FBI Agent Hill)
- Dennis Gagomiros (FBI Agent Visnic)
- Kevin Riley (David Fisher)
- David Patrick Kelly (Donald Berry)
- Shirine Babb (Paula Knight)
- Ariel Eliaz (Dusan)
- Jim Lynch (Father Barnes)

### Épisode 19:N'oublie jamais d'où tu viens
- États-Unis /  Canada : 3 avril 2015 sur CBS / CTV
- Québec : 19 janvier 2016 sur Séries+
- France : 6 août 2017 sur W9

- États-Unis : 10,7 millions de téléspectateurs[45] (première diffusion)
- Canada : 1,822 million de téléspectateurs[46] (première diffusion + différé 7 jours)

- Abigail Hawk (Abigail Baker)
- Gregory Jbara (DCPI Garrett Moore)
- Robert Clohessy (Sgt. Gormley)
- Latanya Jackson Richardson (Lt. Dee Ann Carver)
- Leslie Hope (Anne Farrell)
- Dominique Fishback (Charelle Tyler)
- James Lesure (Alex McBride)
- Los Jones (Torres)
- Jonathan Igesias (Ralph Lewis)
- David Jennings (Male Resident)
- Jerrell Lee (Melvin Williams)
- Deborah Offner (Judge McCarthy)
- Ashlie Atksinson (Sandra Colby)
- Johnnie Mae (Woman)
- Chad Lindsey (Uniform)
- Isaiah Stokes (Perp # 2)
- Frank Spagnolo (Court Clerk)

### Épisode 20:Un flic parmi les autres
- États-Unis /  Canada : 10 avril 2015 sur CBS / CTV
- Québec : 26 janvier 2016 sur Séries+
- France : 6 août 2017 sur W9

- États-Unis : 10,31 millions de téléspectateurs[47] (première diffusion)
- Canada : 1,872 million de téléspectateurs[48] (première diffusion + différé 7 jours)

- Abigail Hawk (Abigail Baker)
- Gregory Jbara (DCPI Garrett Moore)
- Robert Clohessy (Sgt. Gormley)
- Peter Coyote (Senator Ted McCreary)
- Leslie Hope (Anne Farrell)
- Emily Althaus (Christina Henley)
- Dikran Tulaine (Lech Choinski)
- Jonathan Gordon (Trevor Reid)
- Kett Turton (Lukas Gorski)
- Izabella Miko (Milena)
- Jake Cherry (Victor Bajek)
- Anouk Dutruit (Natalie Bajek)
- Kerri Lynn Miller (Jess)
- Lukas Hassel (Marty Dustin)
- Marquis Rodriguez (Eric)
- DK Bowser (Super)
- Jackson Loo (Doctor)
- Megan Masako Haley (Hostess)
- Brett Smith (Officer Bolton)
- Nicholas Coleman (Officer Landau)
- Guyviaud Joseph (Uniform)
- Jake Meyers (Camera Tech)
- Jason Yachanin (Sound Tech)

### Épisode 21:Règlements de comptes
- États-Unis /  Canada : 24 avril 2015 sur CBS / CTV
- Québec : 2 février 2016 sur Séries+
- France : 6 août 2017 sur W9

- États-Unis : 9,99 millions de téléspectateurs[49] (première diffusion)
- Canada : 1,751 million de téléspectateurs[50] (première diffusion + différé 7 jours)

- Abigail Hawk (Abigail Baker)
- Gregory Jbara (DCPI Garrett Moore)
- Robert Clohessy (Sgt. Gormley)
- Dennis Haysbert (Chief Donald Kent)
- Cliff "Method Man" Smith (Mario Hunt)
- Staci-Lyn Charles (ADA Morgan)
- Jamie Lincoln Smith (Sergeant Thomas Kent)
- Denzel Whitaker (Curtis Turner)
- Quincy Tyler Berenstine (Faith Turner)
- Felix Solis (Hector Florez)
- Kirk "Sticky Fingaz" Jones (Clinton « Ice » Wallace)
- Keet Davis (Gangbanger #1)
- Pedro Morillo Jr. (Gangbanger # 2)
- Gianmarco Soresi (Reporter # 1)
- Gameela Wright (Reporter # 2)
- Valerie Brookshire (Uniform # 2)
- Keenan Joliff (Trent)

### Épisode 22:L’Ennemi de mon ennemi
- États-Unis /  Canada : 1er mai 2015 sur CBS[51] / CTV
- Québec : 9 février 2016 sur Séries+
- France : 13 août 2017 sur W9

- États-Unis : 11,28 millions de téléspectateurs[52] (première diffusion)
- Canada : 1,879 million de téléspectateurs[53] (première diffusion + différé 7 jours)

- Abigail Hawk (Abigail Baker)
- Gregory Jbara (DCPI Garrett Moore)
- Robert Clohessy (Sgt. Gormley)
- Cliff "Method Man" Smith (Mario Hunt)
- Denzel Whitaker (Curtis Turner)
- Quincy Tyler Bernstine (Faith Turner)
- Felix Solis (Hector Florez)
- Kirk "Sticky Fingaz" Jones (Clinton « ICE » Wallace)
- Gabriel Salvado (Victor Perez)
- Gibson Frazier (Doctor)
- Jamie Lincoln Smith (Sgt. Thomas Kent)
- Debra Walton (Nurse 1)
- Canedy Knowles (Nurse 2)
- Annie Miesels (Nurse 3)
- Tabitha Holbert (TARU Tech)
- Eric Elizaga (Delivery Guy)
- Angela Wildflower Polk (Regina)